# Windbrackenholz
Das Windbrackenholz ist ein Waldgebiet („Staatsforst Windbrackenholz“) und der Name eines Naturschutzgebietes in diesem Waldgebiet in der Ortschaft Köhlen der niedersächsischen Stadt Geestland im Landkreis Cuxhaven.

## Naturschutzgebiet
Das Naturschutzgebiet mit dem Kennzeichen NSG LÜ 121 ist rund 34 Hektar groß und nimmt damit weniger als die Hälfte des Windbrackenholzes ein. Es liegt nordöstlich von Köhlen im nordwestlichen Teil des Staatsforstes Windbrackenholz. Das Naturschutzgebiet wird von einem Eichen-Buchenmischwald geprägt, in dem stellenweise auch Fichtenbestände zu finden sind. Umgeben wird es von Nadelwald und als Weide genutztem Grünland.
Das Gebiet steht seit dem 2. August 1985 unter Naturschutz. Zuständige untere Naturschutzbehörde ist der Landkreis Cuxhaven.